# Мандаба, Жан-Люк
Жан-Люк Мандаба (фр. Jean Luc Mandaba; 15 августа 1943, Банги, Убанги-Шари, Французская Экваториальная Африка — 22 октября 2000, Банги, ЦАР) — политический и государственный деятель Центральноафриканской Республики, премьер-министр ЦАР с 25 октября 1993 до 12 апреля 1995 года. Министр здравоохранения ЦАР (1980—1981), хирург, профессор, доктор медицины (1972).

## Биография
После начальной школы продолжил учёбу в Сархе (Чад) и колледже в Банги. До 1963 года изучал медицину в Браззавиле. С 1965 года — на государственной службе, работал инспектором санитарной гигиены. С 1965 по 1966 год служил в армии в Браззавиле. Затем продолжил своё медицинское образование на факультете медицины и фармации Медицинской школы Нанта и Ренна во Франции, где получил степень доктора медицины в 1972 году. В 1976 году специализировался в хирургии в Университете Пьера и Марии Кюри в Париже.
После возвращения на родину открыл педиатрическое отделение в Национальной больнице в Банги. Стал известен, как хирург и в 1980 году был назначен министром здравоохранения, работал до 1981 года. В 1983 году стал профессором детской хирургии. В 1986 году возглавил отделение акушерства и гинекологии университетской больницы. Занимал несколько важных спортивных должностей.
Политик. Работал вице-президентом Движения за освобождение народа Центральной Африки.
25 октября 1993 года, вскоре после того, как Анж-Феликс Патассе стал президентом, он назначил Мандабу премьер-министром.
Ушёл в отставку с поста премьер-министра в апреле 1995 года, чтобы предотвратить объявление вотума недоверия его правительству после обвинений в коррупции и некомпетентности.
С 1995 года до своей смерти был председателем правления Центральноафриканской компании по управлению производством и торговлей сахаром (SOGESCA).
Умер от сердечного приступа. Его семья утверждала, что Мандаба на самом деле был отравлен на званом обеде, поскольку он якобы планировал переворот с целью свергнуть Анж-Феликса Патассе. Их подозрения подтвердились, когда несколько недель спустя при аналогичных обстоятельствах умер его 31-летний сын Эрве.